# Елизаветинка (Воловский район)
Елизаветинка — деревня в Воловском районе Липецкой области России. Входит в состав Ломигорского сельсовета.

## География
Деревня находится в юго-западной части Липецкой области, в лесостепной зоне, в пределах восточных отрогов Среднерусской возвышенности, на правом берегу реки Кшень, на расстоянии примерно 12 км (по прямой) к северо-северо-западу (NNW) от села Волово, административного центра района.
Климат
Климат умеренно континентальный с теплым летом и умеренно морозной зимой.
Часовой пояс
Деревня Елизаветинка, как и вся Липецкая область, находится в часовой зоне МСК (московское время). Смещение применяемого времени относительно UTC составляет +3:00.

## Население
| 2010 | 2012 |
| ---- | ---- |
| 4    | →4   |

Гендерный состав
По данным Всероссийской переписи населения 2010 года, в гендерной структуре населения мужчины составляли 50 %, женщины — соответственно также 50 %.
Национальный состав
Согласно результатам переписи 2002 года, в национальной структуре населения русские составляли 100 % из 7 чел.

## Улицы
Уличная сеть деревни состоит из одной улицы (ул. Гордеевка).